# 劉濟 (景泰進士)
劉濟（1434年—？），字彥霑，河南懷慶府河內縣（今沁陽市）人，民籍，明朝政治人物。同進士出身。

## 生平
景泰四年（1453年）癸酉科河南鄉試第六名舉人。景泰五年（1454年）聯捷甲戌科會試第二百九十七名舉人，殿試登進士第三甲第六十五名。

## 家族
曾祖劉大本。祖父劉鵬義。父劉鐸，曾任教諭。